# Julius Franz (bildhuggare)

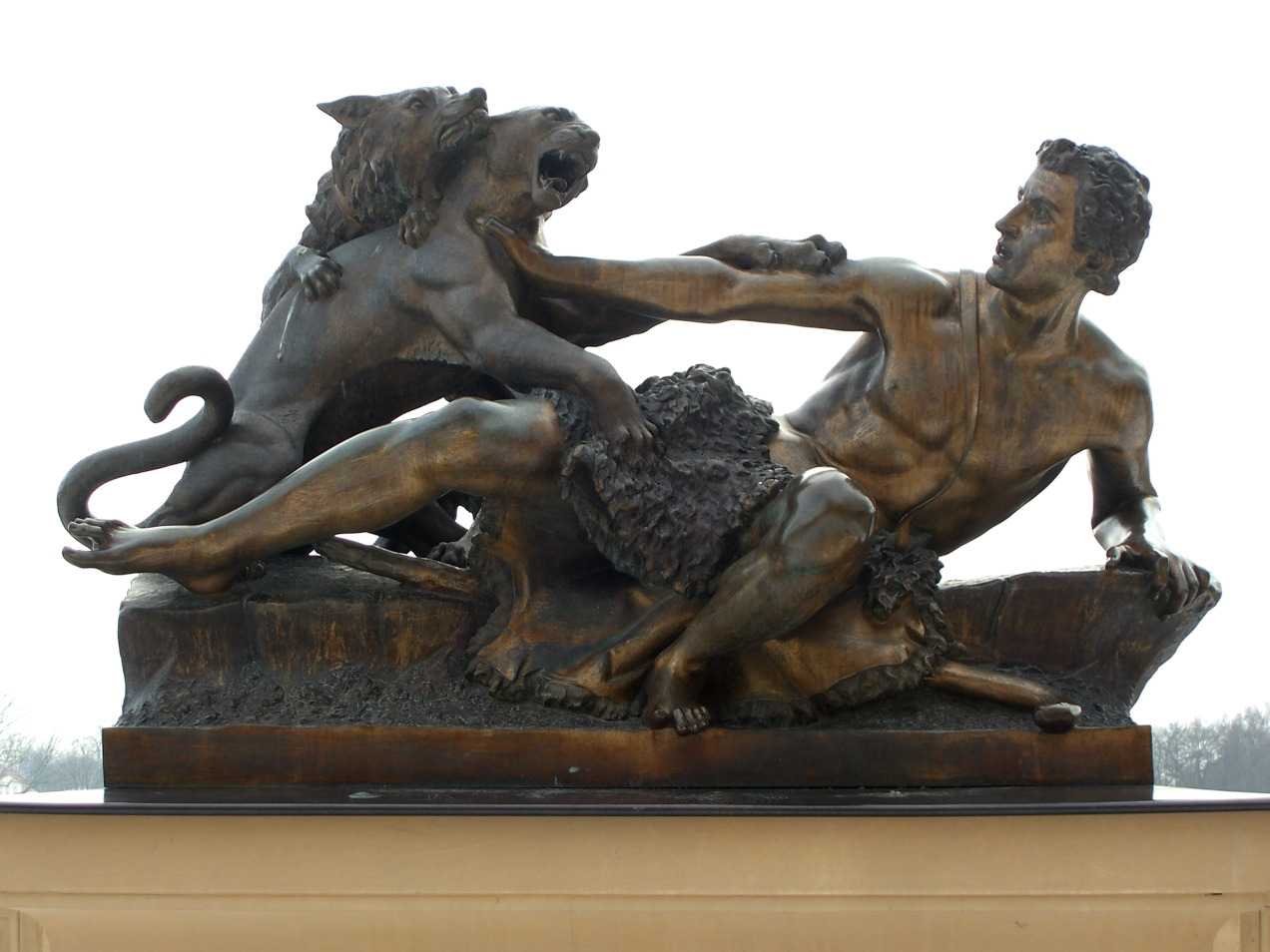
Schäfer im Kampf mit einem Panther vid Schweriner Schloss.

Julius Franz, född 1824 i Berlin, död den 16 december 1887, var en tysk bildhuggare. 
Franz, som var lärjunge av bland andra F.A. Fischer och Rauch, var mest framstående som djurskulptör. Högt värderade är exempelvis hans anatomiska studier av hunden och kungstigern. Av honom finns därjämte en mängd ornamentala arbeten av allegorisk karaktär: personifikationer av månader och årstider och så vidare, sandstensgrupperna England och Amerika för Berlins börs, marmorgrupperna Preussarna och Hannoveranerna på Belle-Allianceplatsen i Berlin (efter Fischers modeller) med mera.